# Persone di cognome Berger
| Questa pagina contiene informazioni ricavate automaticamente dalle voci biografiche con l'ausilio del template Bio e di un bot. L'aggiornamento è periodico e automatico e ricostruisce completamente la pagina. Se manca una persona in questa lista, sei pregato di non aggiungerla, ma accertati piuttosto che la sua voce biografica contenga il template Bio e che i dati anagrafici siano correttamente compilati. Se il template Bio manca, inseriscilo tu stesso o, in alternativa, metti l'avviso {{tmp\|Bio}} che ne segnala la mancanza. Se i dati riportati sono sbagliati, correggi direttamente la voce biografica; le modifiche saranno visibili in questa lista entro pochi giorni. Per chiarimenti vedi il progetto antroponimi. La lista contiene solo le 88 persone che sono citate nell'enciclopedia e per le quali è stato implementato correttamente il template Bio. Pagina aggiornata al 7 ago 2025. |

Questa è una lista di persone presenti nell'enciclopedia che hanno il cognome Berger, suddivise per attività principale.

## Allenatori di calcio(3)
- Han Berger, allenatore di calcio olandese (Utrecht, n. 1950)
- Jörg Berger, allenatore di calcio e calciatore tedesco (Gotenhafen, n. 1944 - Duisburg, † 2010)
- Rune Berger, allenatore di calcio e ex calciatore norvegese (Tromsø, n. 1978)

## Allenatori di tennis(1)
- Jay Berger, allenatore di tennis e ex tennista statunitense (Fort Dix, n. 1966)

## Arrampicatori(1)
- Harald Berger, arrampicatore e alpinista austriaco (Linz, n. 1972 - Hintersee, † 2006)

## Attori(7)
- Rae Berger, attore e regista statunitense (n. 1877 - † 1931)
- Toni Berger, attore tedesco (Monaco di Baviera, n. 1921 - Monaco di Baviera, † 2005)
- Bror Berger, attore, regista e sceneggiatore svedese (Malmö, n. 1874 - Stoccolma, † 1948)
- Gregg Berger, attore e doppiatore statunitense (Saint Louis, n. 1950)
- Todd Berger, attore, sceneggiatore e regista statunitense (New Orleans, n. 1979)
- William Berger, attore austriaco (Innsbruck, n. 1928 - Los Angeles, † 1993)
- Éric Berger, attore francese (Amiens, n. 1969)

## Attrici(3)
- Grete Berger, attrice tedesca (Krnov, n. 1883 - Auschwitz, † 1944)
- Nicole Berger, attrice francese (Parigi, n. 1934 - Eure, † 1967)
- Senta Berger, attrice e produttrice cinematografica austriaca (Vienna, n. 1941)

## Biatlete(1)
- Tora Berger, ex biatleta e fondista norvegese (Ringerike, n. 1981)

## Biatleti(1)
- Lars Berger, ex biatleta e fondista norvegese (Levanger, n. 1979)

## Botanici(1)
- Alwin Berger, botanico tedesco (Möschlitz, n. 1871 - Stoccarda, † 1931)

## Calciatori(10)
- Bjørn Berger, calciatore norvegese (Fredrikstad, n. 1919 - † 1995)
- Emil Berger, calciatore svedese (Degerfors, n. 1991)
- Hans-Peter Berger, ex calciatore austriaco (Salisburgo, n. 1981)
- Henrik Berger, ex calciatore svedese (n. 1969)
- Jan Berger, ex calciatore cecoslovacco (Praga, n. 1955)
- Markus Berger, ex calciatore austriaco (Salisburgo, n. 1985)
- Patrik Berger, ex calciatore ceco (Praga, n. 1973)
- Rafael Berger, calciatore brasiliano (Vila Velha, n. 1986)
- Tobias Berger, calciatore austriaco (Schwarzach im Pongau, n. 2001)
- Tomáš Berger, ex calciatore ceco (Praga, n. 1985)

## Calciatrici(1)
- Ann-Katrin Berger, calciatrice tedesca (Göppingen, n. 1990)

## Canoisti(1)
- Tore Berger, ex canoista norvegese (Asker, n. 1944)

## Canottiere(1)
- Eline Berger, canottiera olandese (n. 1997)

## Canottieri(1)
- Peter Berger, ex canottiere tedesco (Costanza, n. 1949)

## Cantanti(1)
- Margaret Berger, cantante norvegese (Trondheim, n. 1985)

## Cantautori(1)
- Michel Berger, cantautore e produttore discografico francese (Neuilly-sur-Seine, n. 1947 - Ramatuelle, † 1992)

## Cestiste(2)
- Corry Berger, ex cestista tedesca (Bad Soden, n. 1982)
- Grace Berger, cestista statunitense (Louisville, n. 1999)

## Compositori(3)
- Ludwig Berger, compositore, pianista e insegnante tedesco (Berlino, n. 1777 - Berlino, † 1839)
- Henri Berger, compositore prussiano (Berlino, n. 1844 - Honolulu, † 1929)
- Wilhelm Berger, compositore, pianista e direttore d'orchestra tedesco (Boston, n. 1861 - Jena, † 1911)

## Critici d'arte(1)
- John Berger, critico d'arte, scrittore e pittore britannico (Londra, n. 1926 - Parigi, † 2017)

## Curatrici editoriali(1)
- Karen Berger, curatrice editoriale statunitense (New York City, n. 1958)

## Designer(1)
- Ueli Berger, designer, architetto e docente svizzero (Berna, n. 1937 - Berna, † 2008)

## Direttori della fotografia(1)
- Christian Berger, direttore della fotografia austriaco (Innsbruck, n. 1945)

## Filosofi(1)
- Gaston Berger, filosofo e funzionario francese (Saint-Louis, n. 1896 - Longjumeau, † 1960)

## Fondisti(1)
- John Berger, fondista svedese (Boden, n. 1937 - Sundbyberg, † 2002)

## Generali(1)
- Gottlob Berger, generale tedesco (Gerstetten, n. 1896 - Gerstetten, † 1975)

## Ginnaste(1)
- Janine Berger, ginnasta tedesca (Bubesheim, n. 1996)

## Ginnasti(1)
- Georges Berger, ginnasta francese (n. 1897 - † 1952)

## Giocatori di football americano(1)
- Joe Berger, giocatore di football americano statunitense (Fremont, n. 1982)

## Giornalisti(1)
- Jacques Bergier, giornalista e scrittore francese (Odessa, n. 1912 - Parigi, † 1978)

## Giuristi(1)
- Heinrich Berger, giurista e scrittore tedesco (Ströbitz, n. 1905 - Rastenburg, † 1944)

## Imprenditori(1)
- Tommaso Berger, imprenditore italiano (Vienna, n. 1929 - Rio de Janeiro, † 2009)

## Ingegneri(1)
- Kurt Volmar Berger, ingegnere finlandese (n. 1896 - † 1977)

## Matematici(2)
- Marcel Berger, matematico francese (Parigi, n. 1927 - Parigi, † 2016)
- Robert Berger, matematico statunitense (n. 1938)

## Medici(1)
- Hans Berger, medico tedesco (Neuss, n. 1873 - Jena, † 1941)

## Militari(2)
- Jean Pierre Berger, militare e aviatore francese (Parigi, n. 1915 - Gibilterra, † 1940)
- Joseph von Berger, militare austriaco (n. 1801 - Vienna, † 1889)

## Modelle(2)
- Georgette Berger, modella belga (Marcinelle, n. 1901 - † 1986)
- Karina Berger, modella svizzera (Canton Zurigo)

## Pallavolisti(1)
- Alexander Berger, pallavolista austriaco (Aichkirchen, n. 1988)

## Pattinatori artistici su ghiaccio(1)
- Alfred Berger, pattinatore artistico su ghiaccio austriaco (Vienna, n. 1894 - † 1966)

## Piloti automobilistici(2)
- Georges Berger, pilota automobilistico belga (Bruxelles, n. 1918 - Nürburgring, † 1967)
- Gerhard Berger, ex pilota automobilistico e imprenditore austriaco (Wörgl, n. 1959)

## Piloti motociclistici(1)
- Maxime Berger, pilota motociclistico francese (Digione, n. 1989 - Digione, † 2017)

## Pittori(1)
- Jacques Berger, pittore francese (Chambéry, n. 1754 - Napoli, † 1822)

## Politici(1)
- Hans Berger, politico italiano (Selva dei Molini, n. 1947)

## Produttori cinematografici(1)
- Fred Berger, produttore cinematografico statunitense (Contea di Westchester, n. 1981)

## Pugili(1)
- Sam Berger, pugile statunitense (Chicago, n. 1884 - San Francisco, † 1925)

## Rapper(1)
- Lorentz, rapper svedese (Stoccolma, n. 1991)

## Registi(3)
- Edward Berger, regista, sceneggiatore e produttore cinematografico austriaco (Wolfsburg, n. 1970)
- Ludwig Berger, regista, sceneggiatore e attore tedesco (Magonza, n. 1892 - Schlangenbad, † 1969)
- Marco Berger, regista cinematografico argentino (Buenos Aires, n. 1977)

## Rugbisti a 15(1)
- Julien Berger, rugbista a 15 belga (Bruxelles, n. 1990)

## Saltatori con gli sci(1)
- Frédéric Berger, ex saltatore con gli sci francese (n. 1964)

## Scacchisti(1)
- Johann Berger, scacchista, compositore di scacchi e editore austriaco (Graz, n. 1845 - Graz, † 1933)

## Scenografi(1)
- Artur Berger, scenografo, regista e sceneggiatore austriaco (Vienna, n. 1892 - Mosca, † 1981)

## Schermidori(1)
- Herman Georges Berger, schermidore francese (Bassens, n. 1875 - Nizza, † 1924)

## Sciatrici alpine(2)
- Marion Berger, ex sciatrice alpina italiana (n. 1978)
- Silvia Berger, ex sciatrice alpina austriaca (Westendorf, n. 1980)

## Scrittori(1)
- Thomas Berger, scrittore statunitense (Cincinnati, n. 1924 - Nyack, † 2014)

## Sociologi(1)
- Peter Ludwig Berger, sociologo e teologo austriaco (Vienna, n. 1929 - Brookline, † 2017)

## Sollevatori(1)
- Isaac Berger, sollevatore statunitense (Gerusalemme, n. 1936 - † 2022)

## Soprani(1)
- Erna Berger, soprano tedesco (Dresda, n. 1900 - Essen, † 1990)

## Storiche(1)
- Sara Berger, storica tedesca (Bochum, n. 1978)

## Teologi(1)
- Klaus Berger, teologo tedesco (Hildesheim, n. 1940 - Heidelberg, † 2020)

## Velocisti(2)
- Chris Berger, velocista olandese (Amsterdam, n. 1911 - Amsterdam, † 1965)
- Andreas Berger, ex velocista austriaco (Gmunden, n. 1961)